# Wręczyca (stacja kolejowa)
Wręczyca – stacja kolejowa we wsi Borowe, w gminie Wręczyca Wielka, w województwie śląskim na linii kolejowej nr 131, czyli Magistrali Węglowej. W latach 2009–2012 ruch pasażerski był zawieszony. W grudniu 2012 wznowiono kursowanie pociągów pasażerskich obsługiwanych przez Koleje Śląskie do Katowic i Kłobucka. 1 czerwca 2013 ruch pasażerski ponownie został zawieszony.